# Elsa d'Esterre-Keeling
Elsa d'Esterre-Keeling (nata Elizabeth Henrietta Keeling; Dublino, 16 novembre 1857 – Londra, 13 gennaio 1935) è stata una scrittrice, traduttrice e docente irlandese.

## Biografia
Dopo la morte del padre avvenuta quando Elsa era in tenera età e dopo che Elsa e le altre due sorelle d’Esterre-Keeling terminarono gli studi primari, la madre decise di trasferire la famiglia in Germania dove le sorelle completarono la loro istruzione. Elsa cominciò a lavorare occupandosi di traduzioni e tra le maggiori opere di questo periodo si ricorda la traduzione dell'opera Songs of Mirza Shafi  di Friedrich von Bodenstedt, nel 1880.
Verso la metà degli anni 1880, la famiglia si trasferì in Inghilterra dove Elsa iniziò ad insegnare per poi dedicarsi anche alla professione di scrittrice e drammaturga.

## Alcune opere
- Songs of Mirza Shafi (traduzione) (1880)
- Three Sisters or Sketches of a Highly Original Family (1884)
- The Professor's Wooing being the Courtship of Monsieur La Mie (1886)
- Appassionata: a Musician's Story (1893)
- Old Maids and Young (1895)
- The Queen's Serf, Being the Adventures of Ambrose Gwinett in England and Spanish America (1898)